# Московский завод полиметаллов
Акционерное общество «Московский завод полиметаллов» (МЗП) — российское предприятие, исторически занимавшееся производством редких элементов и их соединений, в настоящее время специализирующееся на системах управления и защиты (СУЗ) ядерных реакторов; подразделение топливной компании «ТВЭЛ».
МЗП создан в 1932 году на основе мощностей Московского опытного завода Гинцветмета и Царицынского опытного завода Института прикладной минералогии под названием Государственный Всесоюзный опытный завод «А». Проектированием и строительством завода занималось созданное тогда же Бюро бериллиевой промышленности. До войны было налажено производство редких минералов и их соединений, таких как бериллий, сурьма, селен, фториды, мишметалл, реактивные соли молибдена, кобальта и висмута. Многие материалы предназначались для нужд обороны. После начала войны завод был эвакуирован, производство возобновилось на новом месте. Все строения московского завода осенью были заминированы, затем после удаления линии фронта от столицы здесь вновь было налажено производство. Во время войны завод выпускал в том числе корпуса снарядов «Катюш», осветительные и зажигательные снаряды.
После войны завод был передан Министерству среднего машиностроения и засекречен. Тогда же на 4 десятилетия директором стал Александр Андрюшин. Кроме производства редких элементов и опытов с торием для атомной отрасли, на значительно расширенном заводе производились материалы для гражданской продукции. У 46 работавших на заводе в 1947—1959 годах развилась хроническая лучевая болезнь. В 1950-х годах было налажено производство циркония и гафния. В 1960-х годах предприятие стало основным производителем СУЗ и поглощающих элементов для советских АЭС и первых атомных ледоколов. В числе реакторов, СУЗ которых произведены на заводе, ВВЭР-1000, РБМК-1000/1500, БН-600. В постсоветские кризисные годы завод активно занимался производством редкоземельных металлов и сплавов для несвязанных с атомной отраслью предприятий. В настоящее время завод входит в состав топливной компании «ТВЭЛ» и, как заявляется, обеспечивает системами управления и защиты 42 реактора на 16 АЭС.
В советское время завод захоронял на прибрежной территории высокотоксичные и радиоактивные отходы. В 2010-х годах строительство Юго-Восточной хорды через эту заражённую местность вызвало большой резонанс.

## Рэнера Росатом
ООО «Рэнера» — отраслевой интегратор Росатома по накопителям энергии, входит в Топливную компанию Росатома «ТВЭЛ». Аккумуляторы для погрузчиков, электробусов, троллейбусов, производство литий — ионных аккумуляторных батарей (ЛИАБ) и систем накопления энергии.
С 2021 года ООО «Рэнера» совладелец корейского производителя литий-ионных батарей компании «Enertech International Inc.», доля российской стороны — 49 %.